# Sonate pour violoncelle et piano (Strauss)
Pour les articles homonymes, voir Sonate pour violoncelle et piano.

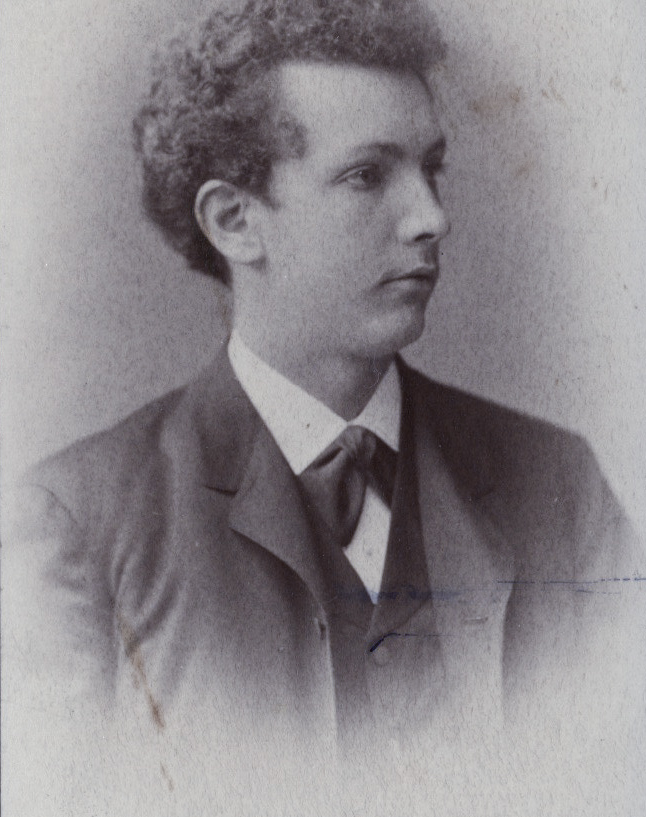
Richard Strauss

La Sonate pour violoncelle et piano en fa majeur opus 6 est une composition de musique de chambre de Richard Strauss, composée en 1883.

## Contexte et création
Elle est créée le 8 décembre 1883 par Hanuš Wihan au violoncelle et Hildegard von Königsthal au piano.

## Structure
1. Allegro con brio
2. Andante ma non troppo
3. Finale: allegro vivo

La durée d'exécution est d'environ vingt-sept minutes.

## Analyse
L'œuvre est influencée par Ludwig van Beethoven, mais aussi par Johannes Brahms et Felix Mendelssohn. Elle est occasionnellement jouée dans les concerts, mais a eu un succès notable dès sa création. Il y a une bonne maîtrise des structures, une affirmation de la ligne mélodique et une richesse contrapuntique. On retrouve épisodiquement le Richard Strauss des futurs poèmes symphoniques.

### Allegro con brio
De forme sonate, il est construit sur un premier thème en fa majeur. Le violoncelle y chante « héroïquement », tandis que le second thème, plus intimiste, a une saveur presque schumanienne. Le développement présente quelques écueils de tensions dramatiques que ne laissait pas présager l'exposition.

### Andante ma non troppo
Le second mouvement est en ré mineur et est fortement influencée par les Romances sans paroles de Felix Mendelssohn. Cette partie contient notamment un épisode dans un style fugué entre le violoncelle et le piano.

### Finale – Allegro vivo
Le Finale est un discours effusif entre le violoncelle et le piano. On y trouve une citation du Trio avec piano en ut mineur de Felix Mendelssohn. Certains commentateurs ont aussi cru y déceler une citation du deuxième acte de Parsifal de Richard Wagner. 